# Epedaninae
Sous-famille
Les Epedaninae sont une sous-famille d'opilions laniatores de la famille des Epedanidae.

## Distribution
Les espèces de cette sous-famille se rencontrent en Asie du Sud-Est et en Asie de l'Est.

## Liste des genres
Selon World Catalogue of Opiliones (26/06/2021) :
- Alloepedanus Suzuki, 1985
- Balabanus Suzuki, 1977
- Caletor Loman, 1892
- Caletorellus Roewer, 1938
- Dino Loman, 1892
- Epedanellus Roewer, 1911
- Epedanidus Roewer, 1943
- Epedanulus Roewer, 1914
- Epedanus Thorell, 1876
- Euepedanus Roewer, 1915
- Funkikoa Roewer, 1927
- Heterobiantes Roewer, 1912
- Heteroepedanus Roewer, 1912
- Lobonychium Roewer, 1938
- Metathyreotus Roewer, 1913
- Metepedanulus Roewer, 1914
- Metepedanus Roewer, 1912
- Mosfora Roewer, 1938
- Nanepedanus Roewer, 1938
- Neoepedanus Roewer, 1912
- Paratakaoia Suzuki, 1985
- Parepedanulus Roewer, 1914
- Plistobunus Pocock, 1903
- Pseudoepedanus Suzuki, 1969
- Pseudomarthana Hillyard, 1985
- Takaoia Roewer, 1911
- Thyreotus Thorell, 1889
- Toccolus Roewer, 1927
- Zepedanulus Roewer, 1927

## Publication originale
- Sørensen, 1886 : « Opiliones. » Die Arachniden Australiens nach der Natur beschrieben und abgebildet, p. 53–86.